# لغة نأفي
لغة النَأفِي لغة مصطنعة ابتكرها عالم اللغويات الأميركي بول فرومر وهو بروفيسور في جامعة كاليفورنيا الجنوبية واستخدمها المخرج والكاتب الكندي جيمس كاميرون في فلم الخيال العلمي أفاتار. ويحتمل أنها لغة تحكيها كائنات فضائية زرقاء طول كل منها ثلاثة أمتار تسكن كوكب خيالي اسمه باندورا.